# Timoleone Raimondi
Giovanni Timoleone Raimondi (Milano, 5 maggio 1827 – Hong Kong, 27 settembre 1894) è stato un vescovo cattolico e missionario italiano.

## Biografia
Fratello di Antonio Raimondi, nel 1848 partecipò alle Cinque giornate di Milano. Nel 1852 partì per una missione in Malaysia; nel 1858 si stabilì a Hong Kong, dove resse il vicariato apostolico dal 1874 al 1894.

## Genealogia episcopale
La genealogia episcopale è:
- Cardinale Scipione Rebiba
- Cardinale Giulio Antonio Santori
- Cardinale Girolamo Bernerio, O.P.
- Arcivescovo Galeazzo Sanvitale
- Cardinale Ludovico Ludovisi
- Cardinale Luigi Caetani
- Cardinale Ulderico Carpegna
- Cardinale Paluzzo Paluzzi Altieri degli Albertoni
- Papa Benedetto XIII
- Papa Benedetto XIV
- Cardinale Enrico Enriquez
- Arcivescovo Manuel Quintano Bonifaz
- Cardinale Buenaventura Córdoba Espinosa de la Cerda
- Cardinale Giuseppe Maria Doria Pamphilj
- Papa Pio VIII
- Papa Pio IX
- Cardinale Alessandro Franchi
- Vescovo Giovanni Timoleone Raimondi, P.I.M.E.